# Campaspe

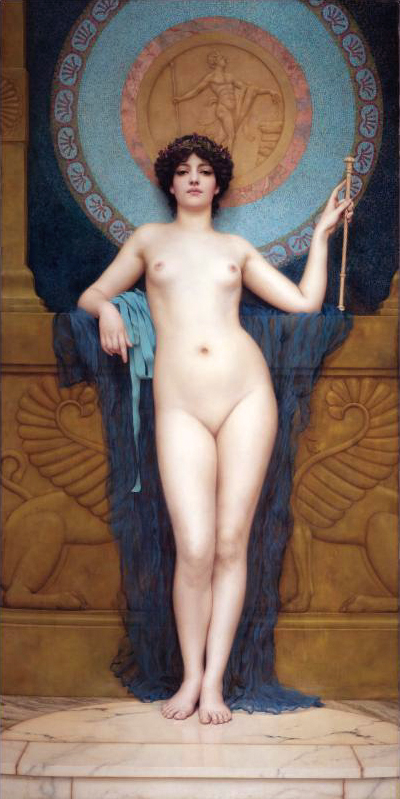
Campaspe (1896) de John William Godward

Campaspe (grec antic: Καμπάσπη, llatí: Campaspe), a qui Claudi Elià anomena Pancaste (grec antic: Παγκάστη) i Llucià de Samòsata Pacata (grec antic: Πακάτη), nascuda a Larisa de Tessàlia, va ser la concubina preferida d'Alexandre el Gran i la primera amb qui va tenir relacions sexuals, segons que deien els contemporanis.
Apel·les va rebre l'encàrrec d'Alexandre de pintar nua a Campaspe. El pintor se'n va enamorar, i Alexandre li va donar la noia com a regal. Segons alguns autors, va ser el model de la cèlebre pintura de la Venus Anadyomene, però segons altres la model era Frine.